# Black Summer (serie televisiva)
Black Summer è una serie televisiva post-apocalittica horror statunitense creata da Karl Schaefer e John Hyams.
La serie viene distribuita su Netflix dall'11 aprile 2019, in tutti i paesi in cui il servizio è disponibile.
Il 20 novembre 2019, la serie viene rinnovata per una seconda stagione, andata in onda dal 17 giugno 2021 sempre sulla piattaforma di streaming.
Dopo l'uscita della seconda stagione, Netflix non ha confermato lo stato della serie. Nell'aprile 2023, Schaefer e Hyams hanno confermato che una terza stagione non sarebbe stata realizzata, il che ha indicato che Black Summer è stata cancellata..

## Trama
Quando una madre viene separata da sua figlia, la donna intraprende un viaggio straziante, non fermandosi davanti a nulla pur di trovarla. Spinta da un piccolo gruppo di rifugiati americani, deve sfidare un nuovo mondo ostile e prendere decisioni brutali durante l'estate più mortale di un'apocalisse di zombie.

## Episodi
| Stagione         | Episodi | Pubblicazione USA | Pubblicazione Italia |
| ---------------- | ------- | ----------------- | -------------------- |
| Prima stagione   | 8       | 2019              | 2019                 |
| Seconda stagione | 8       | 2021              | 2021                 |

## Personaggi e interpreti
- Rose (stagione 1-in corso), interpretata da Jaime King
- Spears (stagione 1-2), interpretato da Justin Chu Cary
- Lance (stagione 1-2), interpretato da Kelsey Flower
- Barbara (stagione 1), interpretata da Gwynyth Walsh
- Kyungson (stagione 1-in corso), interpretata da Christine Lee
- Ryan (stagione 1), interpretato da Mustafa Alabssi
- Carmen (stagione 1), interpretata da Erika Hau
- William Velez (stagione 1), interpretato da Sal Velez, Jr.
- Manny (stagione 1), interpretato da Edsson Morales
- Anna(stagione 1-in corso) interpretato da Zoe Marletti

## Produzione

### Sviluppo
Il 19 luglio 2018, venne annunciato che Netflix aveva dato un ordine di otto episodi per un prequel di Z Nation della rete Syfy, intitolata Black Summer. La serie è stata ideata dal co-creatore e produttore esecutivo di Z Nation, Karl Schaefer, accanto al co-produttore esecutivo John Hyams. Schaefer e Hyams servono anche come showrunner.

### Sceneggiatura
Al San Diego Comic-Con International del 2018, Schaefer osservò che "Black Summer è prima che l'apocalisse diventasse strana ed era solo spaventosa".
Inoltre ha dichiarato che la serie non è pensata per essere la versione divertente di The Walking Dead e di Z Nation, ma dovrebbe piuttosto essere una sorta di "vecchia scuola" sulle tradizioni degli zombi. A questo ha fatto eco il produttore Jodi Binstock, che ha dichiarato che la serie non è "ironica, è molto seria: è come se l'apocalisse zombi fosse realmente accaduta nel 2018 ed esplorasse cosa sarebbe per tutti noi".
Dato che la serie non presenterà nessuno dei personaggi di Z Nation, Binstock ha successivamente distanziato la serie dall'etichetta "spin-off", spiegando che "Black Summer è indicata in Z Nation come l'estate in cui tutto è andato all'inferno". Elaborando, Schaefer ha descritto l'evento di Black Summer come "il punto più basso dell'apocalisse" e lo ha stabilito come "circa quattro mesi nell'apocalisse, [...] quando il 95% della popolazione muore nel corso dell'estate". In quel contesto, Hyams dichiarò che "l'essenza" della storia parla di una madre separata dalla figlia. "La storia è: cosa farebbe una madre per trovare il suo bambino? E quello che impariamo è che lei farebbe qualsiasi cosa". Hyams, che ha scritto la maggior parte degli episodi della serie, ha anche detto che la serie avrebbe esplorato l'idea di una crisi dei rifugiati americani.
Schaefer ha dichiarato che la serie non sarà episodica, ma sarà invece un "pezzo" di 8 ore su cui lavorare. Ciò è stato confermato da Binstock, che ha aggiunto che Black Summer impiegherebbe "un approccio completamente diverso" rispetto a Z Nation, "in quanto è molto più simile a un capitolo di un libro. Non devi necessariamente fare i cliffhangers in una pausa pubblicitaria tenendoti in cammino per farla abbuffare".

### Casting
Accanto all'ordine della serie nel luglio 2018, Jaime King venne confermata nel ruolo di protagonista. Il 29 luglio, King ha annunciato tramite il suo account Instagram che Justin Chu Cary avrebbe interpretato un personaggio di nome Spears. Il 7 agosto, Kelsey Flower ha rivelato di essersi unito al cast nel ruolo di Lance, descrivendo il personaggio come "il tipo che è terribile all'Apocalisse. Penseresti che sarebbe il primo a morire". Il 16 agosto, Gwynyth Walsh e Christine Lee hanno aderito al cast in ruoli non rivelati. Il 13 ottobre, venne riferito che il rifugiato siriano Mustafa Alabssi era stato scelto nel ruolo di Ryan, un personaggio sordo. Sal Velez, Jr. interpreta William Velez, mentre Erika Hau, interpreta Carmen.

### Riprese
La produzione della serie è iniziata ufficialmente il 23 luglio 2018 a Calgary, in Alberta, Canada, e le riprese si sono svolte parzialmente alla Queen Elizabeth High School e sotto la Calgary Tower. La serie ha continuato la produzione nelle comunità più piccole di Irricana, Beiseker e Cochrane prima di tornare a Calgary a metà-fine settembre. Il 26 settembre è stato riferito che King era stato ricoverato in ospedale per tre giorni a causa di ferite riportate mentre era sul set, con l'attrice che confermava simultaneamente che la produzione per la serie era stata completata. John Hyams ha diretto la maggior parte degli episodi della serie. Anche Abram Cox ha diretto qualche episodio.

### Connessione conZ Nation
La connessione tra Black Summer e Z Nation avrà un approccio simile alla relazione tra Fear the Walking Dead e The Walking Dead, poiché non ci sono piani per nessuno dei personaggi di Z Nation di apparire nella serie. L'attore di Z Nation DJ Qualls ha rivelato al Comic-Con di San Diego che la serie di Syfy si svolge "molto tempo" dopo gli eventi di Black Summer, facendogli credere che il cast è "troppo vecchio" per far funzionare un crossover. Tuttavia, le due serie condividono "la maggior parte di tutti [i loro] scrittori, registi e produttori" oltre a una società di produzione, The Asylum.

## Promozione
Il 18 marzo 2019, è stato pubblicato il trailer ufficiale.

## Distribuzione
La serie viene pubblicata su Netflix dall'11 aprile 2019.

## Accoglienza

### Critica
La serie ha ricevuto recensioni contrastanti dalla critica. Sull'aggregatore di recensioni Rotten Tomatoes ha un indice di gradimento del 60% con un voto medio di 6 su 10, basato su 5 recensioni.
Brian Tallerico di RogerEbert.com, scrive, in una recensione negativa: "Niente è meno terrificante dell'eccessiva familiarità, e questo è solo uno dei molti problemi con Black Summer, un affare cupo e noioso che confonde il movimento della telecamera per l'energia narrativa e ha circa la stessa vita del morto che cammina".
Tim Surette di TV Guide, scrive: "In un certo senso, Black Summer è The Walking Dead senza tutto il melodramma gonfio, i cattivi eccentrici e il pretenzioso blaterare".